# Luca Saudati
Luca Saudati (Milano, 18 gennaio 1978) è un ex calciatore italiano, di ruolo attaccante.

## Carriera

### Giocatore
Cresciuto nel vivaio del Milan, in maglia rossonera esordisce in Serie A il 26 gennaio 1997, nella sconfitta 3-1 sul campo del Verona, subentrando al 79' a Christophe Dugarry. Pochi giorni dopo passa in prestito al Lugano e successivamente al Monza, al Lecco e quindi al Como, in Serie C1, dove giocando in coppia con Tommaso Rocchi segna 11 gol in 28 gare; la formazione lariana sfiora la promozione in Serie B, perdendo la finale play-off contro la Pistoiese.
Nel 1999, dopo altre due partite disputate a Como, Saudati ha comunque modo di calcare i campi della serie cadetta poiché ingaggiato dall'Empoli di Silvio Baldini, dove totalizza 18 gol in 29 partite. A questo punto viene richiamato alla base dal Milan e ceduto in compartecipazione al Perugia, nelle cui file l'attaccante va ad affrontare la sua prima stagione in Serie A. Nell'annata in Umbria, trascorsa agli ordini di Serse Cosmi, trova la sua prima rete nel massimo campionato, il 4 novembre 2000 nella vittoria esterna 3-4 contro la Fiorentina; saranno 7 le marcature totali in maglia biancorossa — tra cui una proprio al Milan, il 23 dicembre, decisiva per il primo successo a San Siro della storia perugina —, e Saudati emerge tra i protagonisti della compagine umbra che assurge a rivelazione di quel torneo.
Viene quindi riscattato dal Milan per poi essere acquistato a titolo definitivo dall'Atalanta. Il primo anno a Bergamo è però negativo, in particolar modo sul piano ambientale — «soprattutto non sopportavo la commistione obbligata con i tifosi: molti se l'andavano a cercare per avere la tranquillità quotidiana» —, cosicché nell'estate 2002 viene rimandato in prestito a Empoli: tuttavia dopo 7 partite e 2 gol si infortuna gravemente, dopo un duro scontro con il portiere della Lazio, Angelo Peruzzi, che gli costerà la rottura di tibia e perone. Dopo tre operazioni in due anni, nel campionato 2003-2004 contribuisce da comprimario alla promozione atalantina in Serie A.
Nel gennaio 2005 torna in prestito all'Empoli, ma solo per una breve parentesi fino a fine campionato, quando fa nuovamente ritorno a Bergamo. Nel gennaio 2006 passa in prestito al Lecce, ma dopo un mese risolve consensualmente il suo contratto con la società giallorossa. Nell'estate dello stesso anno ritorna ad Empoli: stavolta realizza 14 gol nel campionato di Serie A 2006-2007 e, anche grazie a tale bottino sottoporta, la società toscana tocca il punto più alto della propria storia raggiungendo per la prima volta la qualificazione alla Coppa UEFA. Rimane questa l'ultima stagione giocata da Saudati su buoni livelli: continua a vestire la maglia azzurra per il successivo triennio, tuttavia da qui in avanti l'attaccante intraprende una parabola discendente dettata sia da problemi fisici, pubalgia in primis, sia da una conseguente insofferenza a livello mentale.
Al termine della stagione 2009-2010 resta svincolato, ma nell'immediato si mantiene in condizione allenandosi con la Pistoiese. Nell'ottobre 2010 viene tesserato dallo Spezia, squadra militante in Lega Pro Prima Divisione, con cui disputa poche gare prima di ritirarsi dall'agonismo nel febbraio 2011. In carriera ha totalizzato complessivamente 126 presenze e 27 reti in Serie A e 126 presenze e 34 reti in Serie B.

### Dopo il ritiro
Una volta ritirato apre, insieme a Francesco Flachi, due attività ristorative a Firenze. Nel luglio 2013 si lega alla società di calcio giovanile Floria 2000 di Firenze, di cui diventa responsabile tecnico della scuola calcio e del settore giovanile.

## Statistiche

### Presenze e reti nei club
Statistiche aggiornate al 13 febbraio 2011.
| Stagione        | Squadra         | Campionato      | Campionato | Campionato | Coppe nazionali | Coppe nazionali | Coppe nazionali | Coppe continentali | Coppe continentali | Coppe continentali | Altre coppe | Altre coppe | Altre coppe | Totale | Totale |
| Stagione        | Squadra         | Comp            | Pres       | Reti       | Comp            | Pres            | Reti            | Comp               | Pres               | Reti               | Comp        | Pres        | Reti        | Pres   | Reti   |
| --------------- | --------------- | --------------- | ---------- | ---------- | --------------- | --------------- | --------------- | ------------------ | ------------------ | ------------------ | ----------- | ----------- | ----------- | ------ | ------ |
| 1996-gen. 1997  | Milan           | A               | 1          | 0          | CI              | 2               | 0               | UCL                | 0                  | 0                  | SI          | 0           | 0           | 3      | 0      |
| gen.-giu. 1997  | Lugano          | SL              | 4          | 1          | CS              | -               | -               | -                  | -                  | -                  | -           | -           | -           | 4      | 1      |
| set.-ott. 1997  | Monza           | B               | 4          | 0          | CI              | 2               | 0               | -                  | -                  | -                  | -           | -           | -           | 6      | 0      |
| ott. 1997-1998  | Lecco           | C1              | 22         | 8          | CI-C            | -               | -               | -                  | -                  | -                  | -           | -           | -           | 22     | 8      |
| 1998-1999       | Como            | C1              | 28+2       | 11         | CI-C            | 0               | 0               | -                  | -                  | -                  | -           | -           | -           | 30     | 11     |
| ago.-set. 1999  | Como            | C1              | 2          | 0          | CI+CI-C         | 1+0             | 1               | -                  | -                  | -                  | -           | -           | -           | 3      | 1      |
| Totale Como     | Totale Como     | Totale Como     | 30+2       | 11         |                 | 1               | 1               |                    | -                  | -                  |             | -           | -           | 33     | 12     |
| set. 1999-2000  | Empoli          | B               | 29         | 18         | CI              | -               | -               | -                  | -                  | -                  | -           | -           | -           | 29     | 18     |
| set.-ott. 2000  | Milan           | A               | 0          | 0          | CI              | 0               | 0               | UCL                | 2                  | 0                  | -           | -           | -           | 2      | 0      |
| Totale Milan    | Totale Milan    | Totale Milan    | 1          | 0          |                 | 2               | 0               |                    | 2                  | 0                  |             | 0           | 0           | 5      | 0      |
| ott. 2000-2001  | Perugia         | A               | 25         | 7          | CI              | -               | -               | -                  | -                  | -                  | -           | -           | -           | 25     | 7      |
| 2001-2002       | Atalanta        | A               | 20         | 0          | CI              | 1               | 0               | -                  | -                  | -                  | -           | -           | -           | 21     | 0      |
| 2002-2003       | Empoli          | A               | 7          | 2          | CI              | 5               | 3               | -                  | -                  | -                  | -           | -           | -           | 12     | 5      |
| 2003-2004       | Atalanta        | B               | 19         | 5          | CI              | 0               | 0               | -                  | -                  | -                  | -           | -           | -           | 19     | 5      |
| 2004-gen. 2005  | Atalanta        | A               | 5          | 0          | CI              | 4               | 1               | -                  | -                  | -                  | -           | -           | -           | 9      | 1      |
| gen.-giu. 2005  | Empoli          | B               | 19         | 3          | CI              | -               | -               | -                  | -                  | -                  | -           | -           | -           | 19     | 3      |
| 2005-gen. 2006  | Atalanta        | B               | 12         | 3          | CI              | 2               | 0               | -                  | -                  | -                  | -           | -           | -           | 14     | 3      |
| Totale Atalanta | Totale Atalanta | Totale Atalanta | 56         | 8          |                 | 7               | 1               |                    | -                  | -                  |             | -           | -           | 63     | 9      |
| gen.-giu. 2006  | Lecce           | A               | 4          | 0          | CI              | -               | -               | -                  | -                  | -                  | -           | -           | -           | 4      | 0      |
| 2006-2007       | Empoli          | A               | 34         | 14         | CI              | 0               | 0               | -                  | -                  | -                  | -           | -           | -           | 34     | 14     |
| 2007-2008       | Empoli          | A               | 30         | 4          | CI              | 0               | 0               | CU                 | 0                  | 0                  | -           | -           | -           | 30     | 4      |
| 2008-2009       | Empoli          | B               | 17         | 3          | CI              | 0               | 0               | -                  | -                  | -                  | -           | -           | -           | 17     | 3      |
| 2009-2010       | Empoli          | B               | 26         | 2          | CI              | 1               | 0               | -                  | -                  | -                  | -           | -           | -           | 27     | 2      |
| Totale Empoli   | Totale Empoli   | Totale Empoli   | 162        | 46         |                 | 6               | 3               |                    | -                  | -                  |             | -           | -           | 168    | 49     |
| ott. 2010-2011  | Spezia          | 1D              | 8          | 2          | CI+CI-LP        | -               | -               | -                  | -                  | -                  | -           | -           | -           | 8      | 2      |
| Totale carriera | Totale carriera | Totale carriera | 316+2      | 83         |                 | 18              | 5               |                    | 2                  | 0                  |             | 0           | 0           | 338    | 88     |

## Palmarès
- Campionato italiano di Serie B: 1

Empoli: 2004-2005